# Karaoke

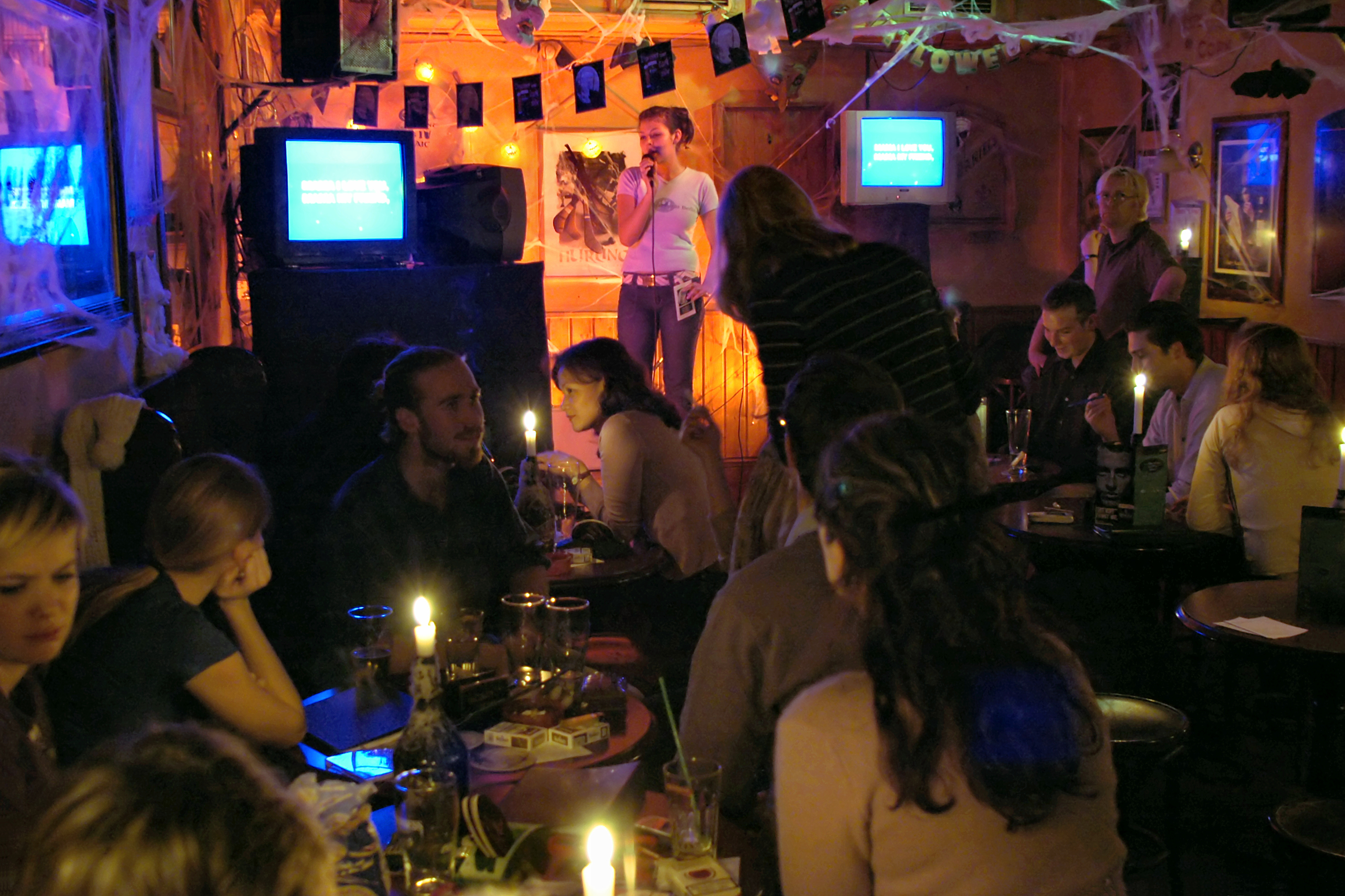
Kameralny klub karaoke w Hamburgu

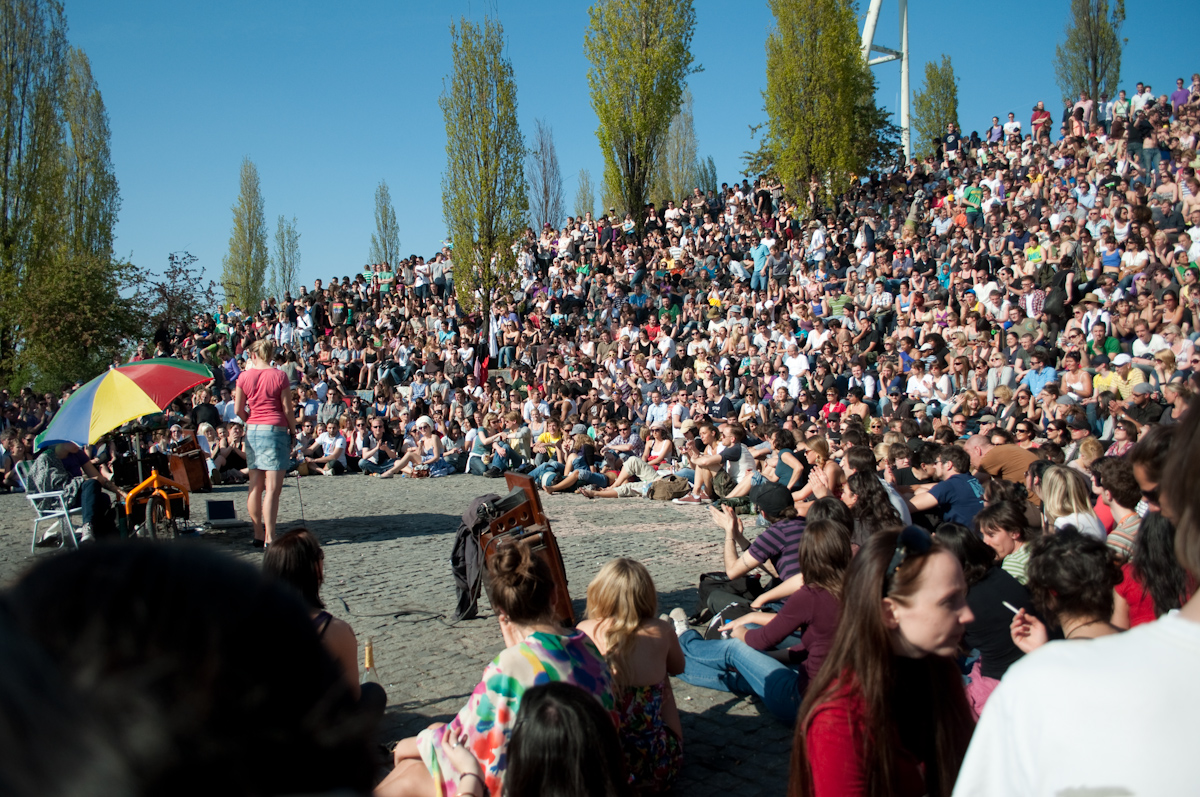
Karaoke na otwartym powietrzu w Berlinie

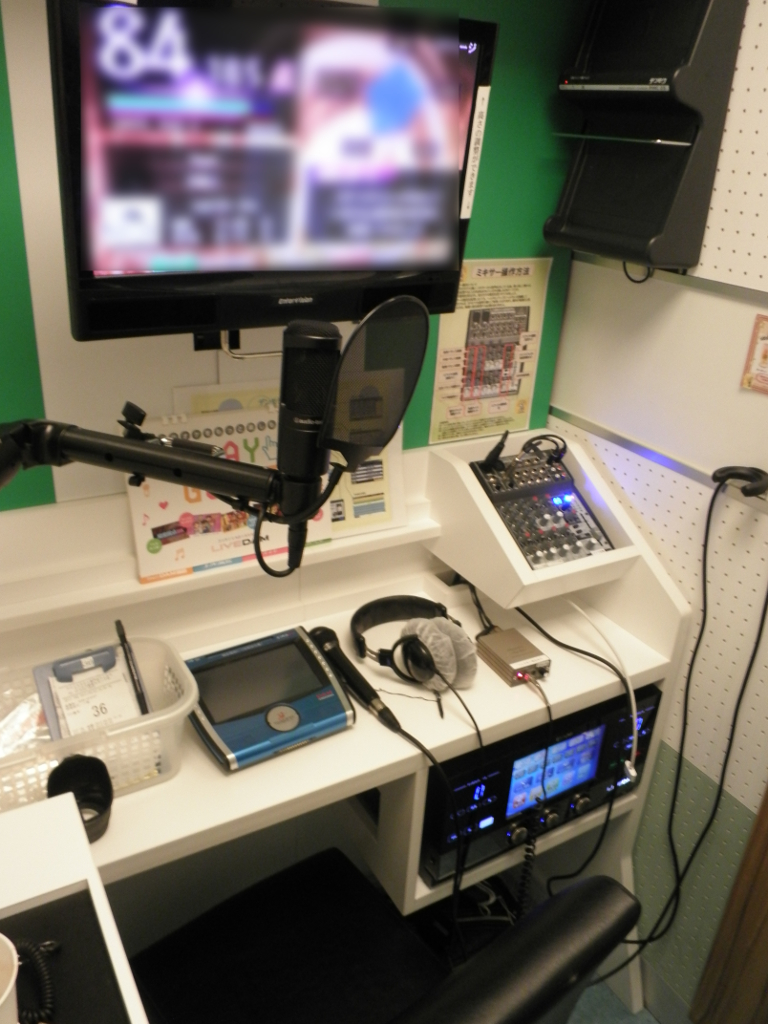
Kabina dla jednej osoby, Shinjuku, Tokio

Karaoke (jap. カラオケ, 空オケ) – forma rozrywki pochodząca z Japonii, polegająca na śpiewaniu w pubie, klubie, domu itp. znanych przebojów na tle odtwarzanego z nagrania akompaniamentu instrumentalnego bez warstwy wokalnej. Śpiewającemu może pomagać wyświetlanie tekstu na dowolnym medium (telewizor, monitor, projektor itp.). Ostatnio popularne stały się muzyczne gry komputerowe, które znacznie ułatwiają zabawę, jaką jest karaoke.

## Pochodzenie słowakaraoke
Nazwa karaoke pochodzi od dwóch słów japońskich: kara (pustka) i oke-bokkusu (orkiestron). Jego utworzenie jest związane z teatrem rewiowym Takarazuka Revue (Takarazuka Kageki-dan). W 1956 roku orkiestra grupy rozpoczęła strajk, co groziło odwołaniem występów. Dyrekcja teatru poprosiła zatem firmę Matsushita Electric Company o dostarczenie muzyki nagranej do spektaklu. Przedstawienie udało się, ale fosa orkiestrowa była pusta. Stąd: „pusty orkiestron”.
O tym wydarzeniu w teatrze poinformowała gazeta Rajio-Jigyōbu Shinbun (nr 45) z dnia 1 listopada 1956 roku pod tytułem: Kara ni natta oke・bokkusu.

## Opis
Trudno jest ustalić, kogo uznać za jednego wynalazcę karaoke. Składa się bowiem na to: sprzęt, oprogramowanie, system i usługi. Każdy z tych elementów ma wielu wynalazców i programistów. Niektórzy eksperci przyjmują, że jest to dwanaście osób, które przyczyniły się do powstania „świtu karaoke” w latach 1965–1975. Szacuje się, że ogólna skala biznesu karaoke w Japonii (przed wybuchem pandemii COVID-19) osiągnęła poziom, w przeliczeniu, ok. 33 mld PLN.
Karaoke było pierwotnie śpiewane do muzyki nagranej na kasetach magnetofonowych przy użyciu drukowanych tekstów, ale nowoczesne maszyny przekazują cyfrową muzykę z akompaniamentem wideo i wyświetlają teksty na ekranie. Możliwa jest zmiana tonacji muzycznej i szybkości, dodanie echa i innych efektów lub dołączenie ścieżki głosowej do celów ćwiczeniowych. Niektóre maszyny mogą oceniać śpiewaków na podstawie ich umiejętności. W zależności od możliwości i charakteru lokale i kluby starają się tworzyć odpowiednią atmosferę, zapewniając np. tamburyny i marakasy, a nawet kostiumy dla gości, którzy chcą występować.
Po dokonaniu zamówienia jedzenia i picia, aby śpiewać, należy wyszukać wymaganą piosenkę na kontrolerze z ekranem dotykowym. Większość urządzeń do karaoke działa w ten sam sposób. Można dokonać wyboru z długiej listy i wpisać numer do kontrolera lub bezpośrednio wybrać utwór z ekranu dotykowego. Po przesłaniu informacji do urządzenia muzyka jest automatycznie odtwarzana w wybranej kolejności.
W przypadku Japonii typowy zasób karaoke zawiera ponad 100 tys. utworów uporządkowanych według wykonawców i tytułów. Oprócz standardowych japońskich piosenek, dostępne są hity w języku angielskim, chińskim i koreańskim, a także motywy z anime.

## Sposoby zapisu treści karaoke[4][5][6][7]

### Nośniki optyczne
Dyski CD+G to dyski CD Audio zawierające w nieużywanych normalnie subkanałach od R do W uproszczone graficzne przedstawienie tekstu piosenki zsynchronizowanego z odpowiednią ścieżką audio. Jakość wyświetlanego tekstu jest dosyć niska (dyski CD+XG zwane też CD+EG z lepszą jakością tekstu nie przyjęły się).
Nośniki VCD, DVD i BD zawierają filmy wyświetlające tekst piosenki oraz dodatkowe elementy (tła, oryginalny teledysk etc.) i odtwarzające melodię (czasem także np. ściszone oryginalne wykonanie).

### Pliki MIDI
Początkowo łączono pliki MIDI z melodią z plikami z tekstem (dawniej TXK lub KOK, obecnie czasami LRC). Później popularne stało się rozwiązanie, w którym tekst umieszczano w pliku MIDI jako metadane (odtwarzacz lub urządzenie karaoke wyświetlały tekst i odtwarzały melodię, a inne programy i urządzenia MIDI samą melodię). Pliki zawierające tekst karaoke często miały rozszerzenie KAR.

### Pliki audio
Pliki audio (najczęściej MP3) zawierające melodię muszą być odtwarzane równocześnie z dedykowanym (zsynchronizowanym) plikiem z tekstem przez odpowiedni odtwarzacz.
Dawniej najpopularniejsze były zestawy MP3+G tworzone z gotowych dysków CD+G złożone z pliku MP3 (wygenerowanego ze ścieżki audio) i pliku CDG (wygenerowanego z subkanałów z tekstem), obecnie stosowane są częściej MP3+LRC (gotowy plik MP3 z melodią i utworzony do niego plik LRC z tekstem)

### Pliki i strumienie video
Pliki (najczęściej MP4) i strumienie video to filmy wyświetlające tekst piosenki oraz dodatkowe elementy (tła, oryginalny teledysk etc.) i odtwarzające melodię (czasem także np. ściszone oryginalne wykonanie). Obecnie jest to najpopularniejsza forma przekazu treści karaoke. 